# Wilfried Maaß
Wilfried Maaß (1931–2005) foi um político alemão. Ele foi o Secretário de Ciência, Educação e Cultura na Liderança do Distrito de Frankfurt / Oder do Partido Socialista Unificado da Alemanha 1962-1966. Em 1966, ele tornou-se Vice-Ministro da Cultura da República Democrática Alemã. Entre 1968 e 1972 foi membro do conselho presidium do Kulturbund. Em 1984, ele deixou o seu cargo ministerial para se tornar Secretário do Kulturbund.